# Paul von Schnitzler
Paul Wilhelm Jakob Schnitzler, seit 1913 von Schnitzler (* 15. Juli 1856 in Köln; † 19. Februar 1932 ebenda) war ein deutscher Jurist, Gutsbesitzer und Industrieller. Er gehörte zu der im Kölner Bankwesen einflussreichen Bankiersfamilie Schnitzler.

## Leben
Paul Schnitzler wurde als Sohn des Kölner Kaufmanns und Bankiers Eduard Schnitzler und dessen Frau Maria vom Rath (1831–91) geboren. Nach dem Besuch des Gymnasiums in Köln studierte er an den Universitäten Bonn und Berlin Rechtswissenschaften. In Bonn wurde er 1877 Mitglied des Corps Palatia. Nach Abschluss der juristischen Ausbildung schlug er die Richterlaufbahn ein, wo er Landgerichtsrat am Landgericht Köln wurde. Ab 1902 war Schnitzler Besitzer des Gutes Giersberg bei Bad Münstereifel. Er war Grubenvorstand der Bergwerksgesellschaft Diergardt-Mevissen und wie auch sein Bruder Richard Aufsichtsratsmitglied der I. G. Farbenindustrie AG.
Im September 1913 wurde er mit seinen Brüdern Julius Eduard und Richard in den erblichen preußischen Adelsstand erhoben.
Als Kunstsammler erwarb Paul von Schnitzler u. a. Statuen des Rokoko-Bildhauers Adam Ferdinand Dietz, die im Park von Gut Giersberg aufgestellt wurden. Sie kamen 2008 auf Veranlassung der Kölner Musikprofessorin Vera von Schnitzler in den geschützteren Klostergarten des Apotheken-Museums Bad Münstereifel.
Paul Schnitzler heiratete 1883 Fanny Emilie Joest (1861–1941). Ein Sohn war Georg von Schnitzler, der 1925 im Zuge des Zusammenschlusses vom Vorstand der Hoechst AG als kaufmännischer Leiter in den Vorstand der I.G. Farben wechselte. Eine Tochter war Ada Schnitzler (1886–1975), die 1905 Carl Theodor Deichmann (1866–1933) geheiratet hatte. Aus dieser Ehe stammen die Geschwister Freya von Moltke und Hans Deichmann.

## Auszeichnungen
- Ehrenmitglied des Corps Palatia Bonn